# Ледине (Идрија)
Ледине (словен. Ledine, итал. Ledine) су насељено место у општини Идрија, Горишка регија, Словенија.

## Историја
До територијалне реорганизације у Словенији биле су у саставу старе општине Идрија.

## Становништво
У попису становништва из 2011. године, Ледине су имале 86 становника.
| Број становника према пописима | Број становника према пописима | Број становника према пописима |
| ------------------------------ | ------------------------------ | ------------------------------ |
| 1991                           | 2002                           | 2011                           |
| 76                             | 77                             | 86                             |